# Дракула: Между любовью и смертью
«Дракула: между любовью и смертью» (фр. Dracula, entre l’amour et la mort) — квебекский мюзикл, автором идеи которого (а также художественным руководителем и исполнителем главной роли) является певец Брюно Пельтье, известный российскому зрителю по звездной роли в мюзикле Нотр-Дам де Пари. Композитор мюзикла — Симон Леклер, автор песен — Роже Табра, постановщик — Григорий Гладий.
Премьера мюзикла состоялась 31 января 2006 года в Монреале в театре «Сен-Дени».
В мюзикле задействованы 12 человек, из которых 9 исполняют вокальные партии, двое играют на музыкальных инструментах, а один выступает в роли рассказчика. В мюзикле отсутствует подтанцовка и другие групповые танцы, есть только индивидуальные танцы, например, танго Дракулы и Мины.

## Сюжет
Вольная трактовка романа Брэма Стокера, спектакль «Дракула — между любовью и смертью» (фр. Dracula — entre l’amour et la mort) происходит в период между XV и XXI веками. Принц-воин, обречённый на вечные страдания из-за погибшей любимой, стремится через века, чтобы найти свою Эльмину, во имя чего совершает ужасные злодеяния. В 2050 году граф ночи встречает очаровательную активистку-альтермондиалистку, в которой узнает супругу, даровавшую ему бессмертие 500 лет назад…
Прежде грозный и воинственный, сегодня — он пленник вечности, которую он выбрал, любя женщину. Потерянная любовь, которую он поклялся обрести сквозь века . Граф не отступит ни перед чем чтобы завершить эти поиски, в то же время открывая совсем иное понимание человека и зла.

## Персонажи и актёры

### Первоначальный состав (2005—2006, Монреаль, Канада)
- Брюно Пельтье — Влад Цепеш / Дракула
- Андре Уотерс — Эльмина / Мина Мюррей
- Габриель Детруамезон — Люси Ван Хельсинг
- Сильвен Коссет — Джонатан Харкер
- Пьер Флинн — доктор Ван Хельсинг / Регент
- Даниэль Буше — Ренфилд
- Рита Таббак, Элизабет Дьяга, Бриджит Маршан — вампирессы
- Луи Ганье — Гран-Луи
- Жюли Дассильва, Клод Пинолт — хористы и дублёры

### Лионская версия (2008, Лион, Франция)
- Брюно Пельтье — Влад Цепеш / Дракула
- Андре Уотерс — Эльмина / Мина Мюррей
- Габриель Детруамезон — Люси Ван Хельсинг
- Сильвен Коссет — Джонатан Харкер
- Пьер Флинн — доктор Ван Хельсинг
- Мэтт Лоран — Ренфилд
- Кассиопея, Жюли Дассильва, Бриджит Маршан — вампирессы

## Песни/сцены

### Акт первый
| Название оригинала                     | Персонажи, у которых есть реплики в сцене                 | Перевод названия                       |
| -------------------------------------- | --------------------------------------------------------- | -------------------------------------- |
| Ouverture                              | Гран-Луи                                                  | Увертюра                               |
| Цвіте терен                            | Дракула, Эльмина                                          | Цветет терновник                       |
| Narration «Bâton»                      | Гран-Луи                                                  | Слова автора «Посох»                   |
| Cruelle et tendre Elhemina             | Дракула, Эльмина                                          | Жестокая и нежная Эльмина              |
| Villageois                             | Крестьяне, регент, Эльмина                                | Жители деревни                         |
| La Cage                                | Дракула                                                   | Клетка                                 |
| Entre l’amour et la mort               | Дракула                                                   | Между любовью и смертью                |
| Narration «5 siècles»                  | Гран-Луи                                                  | Слова автора «Пять веков»              |
| Ce que je vois                         | Джонатан, Ренфилд, Мина, Люси, Ван Хельсинг               | То, что я вижу                         |
| Aussi loin que je sois                 | Джонатан, Мина                                            | Где бы я ни была/был                   |
| Dialogue Van-Helsing et Lucy           | Ван Хельсинг, Люси                                        | Диалог Ван Хельсинга и Люси            |
| Droit de savoir                        | Люси, Ван Хельсинг                                        | Право знать                            |
| Narration «La lettre»                  | Гран-Луи                                                  | Слова автора «Письмо»                  |
| Un bateau qui sombre                   | Ренфилд                                                   | Тонущий корабль                        |
| Dialogue Renfield et Jonathan          | Ренфилд, Джонатан                                         | Диалог Ренфилда и Джонатана            |
| Dialogue Dracula, Jonathan et Renfield | Дракула, Джонатан, Ренфилд                                | Разговор Дракулы, Джонатана и Ренфилда |
| Nous sommes ce que nous sommes         | Дракула, Джонатан, Ренфилд                                | Мы те, кто мы есть                     |
| Avance                                 | Вампирессы, Дракула                                       | Приди                                  |
| Mina                                   | Джонатан                                                  | Мина                                   |
| L’armée des ombres                     | Ренфилд, Дракула                                          | Войско теней                           |
| Dialogue "Pacte" — Dracula et Renfield | Дракула, Ренфилд                                          | Диалог «Договор» — Ренфилд и Дракула   |
| Étranges étrangers                     | Люси, Дракула                                             | Странные незнакомцы                    |
| Pourquoi                               | Ван Хельсинг                                              | Почему?                                |
| Qui sera la prochaine                  | Дракула, Эльмина, Джонатан, Люси, Мина, Ван Хельсинг, хор | Кто станет следующей?                  |

### Акт второй
| Название оригинала                  | Персонажи, у которых есть реплики в сцене | Перевод названия                  |
| ----------------------------------- | ----------------------------------------- | --------------------------------- |
| Narration «Voix hors champs»        | Гран-Луи                                  | Слова автора «голос из-за полей»  |
| Urgence                             | Мина                                      | Чрезвычайное положение            |
| Ad vitam aeternam                   | Джонатан                                  | На веки веков                     |
| Dialogue Mina, Renfield et Jonathan | Джонатан, Мина, Ренфилд                   | Диалог Мины, Ренфилда и Джонатана |
| Enfin plus rien                     | Ренфилд, Дракула                          | И больше ничего                   |
| Je suis                             | Вампирессы, Дракула                       | Я                                 |
| Mystérieux personnages              | Мина, Дракула                             | Таинственный герои                |
| La signature                        | Ван Хельсинг                              | Подпись                           |
| Dialogue Jonathan et Van Helsing    | Джонатан, Ван Хельсинг                    | Диалог Джонатана и Ван Хельсинга  |
| Narration «Miroir»                  | Гран-Луи                                  | Слова автора «Зеркало»            |
| L’affrontement                      | Ван Хельсинг, Дракула, Вампирессы         | Противостояние (Поединок)         |
| Repose                              | Люси                                      | Покойся                           |
| L’amour aux deux visages            | Джонатан, Дракула                         | Двуликая любовь                   |
| Prélude Règne                       | Дракула, Мина, Джонатан                   | Прелюдия Правь                    |
| Règne                               | Дракула                                   | Правь                             |
| Règne                               | Инструментально                           | Правь                             |

### Удалённые песни
| Название оригинала | Персонажи, у которых есть реплики в сцене | Перевод названия             |
| ------------------ | ----------------------------------------- | ---------------------------- |
| Rester debout      | Мина                                      | Устоять на ногах/Быть начеку |